# Konrad von Luppurg
Konrad von Luppurg († 26. Januar 1313 in Regensburg) war als Konrad I. erwählter Bischof (Elekt) von Gurk und als Konrad V. Bischof von Regensburg.
Konrad von Luppurg entstammte einem Adelsgeschlecht aus Lupburg in der Oberpfalz, die möglicherweise zuvor in Gern bei Eggenfelden in Niederbayern ansässig waren. 1267 wurde er Domkapitular von Regensburg, 1278 war er Propst in Spalt.
Als der Gurker Bischof Johann von Ennsthal starb, hatte Papst Martin IV. das Bistum Gurk für sich reserviert und jede andere Besetzung von vornherein für ungültig erklärt. Der Erzbischof von Salzburg und das Gurker Domkapitel wussten von der päpstlichen Reservation nichts und erwählten Konrad von Luppurg zum neuen Bischof. Der Papst genehmigte diese Wahl nach anfänglichem Widerstand am 17. Juni 1282 trotzdem und befahl dem Salzburger Erzbischof, Konrad von Luppurg zum Bischof zu weihen. Dieser verzichtete jedoch am 11. Mai 1283 auf das Bistum, ohne die Konsekration abzuwarten.
Im Jahr 1290 wurde Konrad Propst des Regensburger Domkapitels und 1296 Bischof von Regensburg. Als letzter seines Geschlechtes brachte er in das Hochstift seine Besitzungen um Lupburg, einschließlich der Burg Lupburg ein. Die finanzielle Lage des Hochstiftes zwang ihn aber zum Verpfändung der Grafschaft Donaustauf, die über mehrere Jahrhunderte weitestgehend verpfändet bleiben sollte. Die Regensburger Juden, die in Geldgeschäften mit den benachbarten Herzogtümern und auch bei den geistlichen Institutionen, eine zentrale Rolle spielten, wurden vom Bürgertum vor Verfolgung weitgehend geschützt. Am 26. Januar 1313 starb Konrad V. und wurde im Dom von Regensburg vor dem Frauenaltar beigesetzt.